# Kühne (Familienname)
Kühne ist ein deutschsprachiger Familienname.

## Formen
- Kühn, Kühns, Küne, Küney, Kühnau, Küwen, Kühnaß, Künne

## Verbreitung
Der Familienname Kühne kommt deutschlandweit vor und gehört, mit fast 20.000 Namensträgern, zu den gängigen Familiennamen.

## Namensträger

### A
- Alfred von Kühne (1853–1945), deutscher General der Kavallerie
- Alfred Kühne (1895–1981), deutscher Unternehmer
- Alfred Kühne (Schauspieler) (1872–1942), österreichisch-tschechoslowakischer Schauspieler und Hörspielsprecher
- Almut Kühne (* 1983), deutsche Jazzsängerin
- Andreas Kühne (Politiker), deutscher Politiker, Bürgermeister von Northeim
- Andreas Kühne († 1599), deutscher Münzmeister, siehe Andreas Küne
- Andreas Kühne (Verleger) (auch Andreas Kühn, Andreas Künne; um 1599–um 1648), deutscher Verleger
- Andreas Kühne (Wissenschaftshistoriker) (* 1952), deutscher Wissenschaftshistoriker, Kunstwissenschaftler, Publizist und Kurator
- Andreas Kühne (Leichtathlet) (* 1954), deutscher Leichtathlet
- Andreas Kühne (General) (* 1970), Brigadekommandeur Panzerbrigade 12
- Andreas Kühne (Kanonenhersteller) (* um 1970), von Kühne Kanonen in Meiningen, Vorarlberg
- Andy Kühne (* 1987), deutscher Skilangläufer
- Anja Kühne (* 1968), deutsche Germanistin und Journalistin
- Armin Kühne (1940–2022), deutscher Fotograf
- Artur Kühne (1881–1950), deutscher Lehrer und Heimatforscher
- August Kühne (Unternehmer) (1855–1932), deutscher Spediteur
- August Kühne (1829–1883), deutscher Offizier und Schriftsteller, siehe Johannes von Dewall

### B
- Bert Kühne (* 1933), Schweizer Ländlermusikant und Alleinunterhalter

### C
- Carina Kühne (* 1985), deutsche Schauspielerin
- Carl Kühne (1871–1956), deutscher Ingenieur
- Carl Kühne (Journalist) (1883–nach 1957), deutscher Chefredakteur
- Carl Bartholomäi Kühne (1790–1857), deutscher Verwaltungsjurist, Rittergutsbesitzer und Parlamentarier
- Curt Kühne (1883–1963), deutscher Architekt und langjähriger Stadtbaudirektor von Linz

### D
- Dafi Kühne (* 1982), Schweizer Plakatgestalter und Buchdrucker
- Dieter Kühne (* 1937), deutscher Fußballtorhüter

### E
- Eduard Kühne (1810–1883), deutscher Unternehmer
- Elli Kühne (1911–1984), deutsche Autorin
- Elisabeth Gnauck-Kühne (1850–1917), deutsche Frauenrechtlerin
- Emil Johannes Kühne (1910–1961), deutscher Schriftentwerfer
- Erich Kühne (1879–1951), deutscher Unternehmer und Ingenieur, siehe Dresdner Centralheizungsfabrik Louis Kühne
- Erich Kühne (Germanist) (1908–1983), deutscher Germanist, Literaturwissenschaftler und Hochschullehrer
- Erich Kühne (1917–2016), deutscher Aufnahmeleiter und Produzent
- Ernst Kühne (1935–2017), deutscher Unternehmer und Firmengründer
- Eva Kühne-Hörmann (* 1962), deutsche Politikerin (CDU)

### F
- Frank Kühne (Fußballspieler) (* 1957), deutscher Fußballspieler in der DDR
- Frank Kühne (Schwimmer) (* 1961), deutscher Schwimmsportler in der DDR
- Fränzi Kühne (* 1983), deutsche Unternehmerin und Aufsichtsrätin
- Friedi Kühne (* 1989), deutscher Slackliner
- Friedrich Kühne (1870–1958), österreichischer Schauspieler
- Friedrich Kühne (Kaufmann) (1824–1890), deutsch-amerikanischer Kaufmann und Bankier
- Friedrich Ludwig Kühne (1751–1828), deutscher Politiker
- Friedrich Paul Kühne (* 1989), deutscher Profi-Slackliner, siehe Friedi Kühne
- Friedrich Theodor Kühne (1758–1834), deutscher Hochschullehrer und Sprachwissenschaftler
- Friedrich Wilhelm Kühne (1837–1900), deutscher Physiologe, siehe Wilhelm Kühne
- Fritz Kühne (1883–1972), deutscher General der Infanterie

### G
- Georg Kühne (Orgelbauer) (1807–1885), deutscher Orgelbauer
- Georg Kühne (Politiker) (1879–1965), deutscher Politiker, Bürgermeister von Langebrück
- Georg Kühne (Ingenieur) (1880–1941), deutscher Ingenieur und Hochschullehrer
- Günther Kühne (1917–2008), deutscher Architekturkritiker
- Gunther Kühne (* 1939), deutscher Rechtswissenschaftler
- Gustav Kühne (1806–1888), deutscher Schriftsteller und Literaturkritiker

### H
- Hans Kühne (1880–1969), deutscher Chemiker
- Hans-Heiner Kühne (* 1943), deutscher Rechtswissenschaftler und Kriminologe
- Hans-Joachim Kühne (1918–2009), deutscher Unternehmer und Firmengründer
- Hans-Jörg Kühne (* 1959), deutscher Historiker und Autor
- Harald-Dietrich Kühne (1933–2011), deutscher Hochschullehrer und Politiker
- Hartmut Kühne (Organist) (1935–2020), deutscher Organist, Chorleiter und Karl-May-Forscher
- Hartmut Kühne (* 1943), deutscher Archäologe
- Heinrich Kühne (Admiral) (1838–1926), deutscher Vizeadmiral
- Heinrich Kühne (1910–2003), deutscher Historiker und Heimatforscher
- Heinrich Karl Kühne (1932–2001), deutscher Umweltschützer, Maler und Lokalhistoriker
- Hellmut Kühne (Hellmut Kühne-Aeschbacher; 1911–1989), Schweizer Forstwissenschaftler und Hochschullehrer
- Helmut Kühne (* 1949), deutscher Fußballschiedsrichter
- Hendrikje Kühne (* 1962), Schweizer Künstlerin, siehe Hendrikje Kühne und Beat Klein
- Hermann Kühne (Richter) (1819–1887), deutscher Richter
- Hermann Kühne (Politiker) (* 1929), deutscher Landwirt und Politiker (DBD, CDU), MdL Mecklenburg-Vorpommern

### I
- Ilona Kühne (* 1941), deutsche Politikerin (LDPD, FDP)
- Ingo Kühne (* 1934), deutscher Geograph und Hochschullehrer
- Ingrid Kühne (* 1968), deutsche Kabarettistin

### J
- Jasmin-Isabel Kühne (* 1986), deutsche Harfenistin
- Johann Kühne (1791–1870), preußischer Generalmajor
- Johannes Kühne (1889–1970), deutscher Ingenieur und Politiker (CDU)
- Jörg Kühne (Politiker) (* 1968), deutscher Politiker (AfD)
- Jörg-Detlef Kühne (* 1943), deutscher Rechtswissenschaftler und Hochschullehrer
- Josef W. Keller-Kühne (1902–1991), deutscher Maler, Zeichner und Grafiker

### K
- Karl Kühne (Wirtschaftswissenschaftler) (Carl-Heinz Kühne; 1917–1992), deutscher Wirtschafts- und Politikwissenschaftler und Widerstandskämpfer
- Karl B. Kühne (1920–2018), deutscher Kapitän, Lotse und Schifffahrtshistoriker
- Klaus-Michael Kühne (* 1937), deutscher Unternehmer, Milliardär

### L
- Lea-Katlen Kühne (* 1991), deutsche Ruderin
- Lothar Kühne (1931–1985), deutscher Philosoph
- Louis Kühne (1846–1921), deutscher Gießereibesitzer und Ingenieur, siehe Dresdner Centralheizungsfabrik Louis Kühne
- Ludwig Samuel Kühne (1786–1864), deutscher Finanzbeamter und Landtagsabgeordneter

### M
- Marc Kühne (Bobfahrer) (* 1976), deutscher Bobfahrer
- Marc Kühne (Fußballspieler) (* 1990), österreichischer Fußballspieler
- Maria Kühne (1885–1947), deutsche Politikerin (USPD, KPD) und Widerstandskämpferin
- Maria Kühne (Schauspielerin) (1927–2022), deutsche Moderatorin, Redakteurin, Reporterin, Schauspielerin und Filmemacherin
- Markus Kühne (1956/57–2022), Geburtsname des deutschen Sprechers und Schauspielers William Cohn (Sprecher)
- Martha Kühne (1888–1961), deutsche Politikerin (KPD)
- Matthias Kühne (* 1987), deutscher Fußballspieler
- Max Kühne (Admiral) (1872–1961), deutscher Konteradmiral
- Max Hans Kühne (1874–1942), deutscher Architekt
- Michael Kühne (Physiker) (* 1949), deutscher Physiker und Metrologe
- Michael Kühne (Maler) (* 1955), deutscher Maler
- Michael Kühne (Wasserspringer) (* 1971), deutscher Wasserspringer
- Moritz Kühne (1835–1900), deutscher General der Infanterie und Militärschriftsteller
- Morten Kühne (* 1972), deutscher Drehbuchautor und Kameramann

### N
- Nieke Kühne (* 2004), deutsche Handballspielerin
- Norbert Kühne (* 1941), deutscher Schriftsteller und Psychologe

### O
- Olaf Kühne (* 1973), deutscher Geograph
- Otto Kühne (General) (1888–1987), deutscher Generalleutnant der Luftwaffe
- Otto Kühne (1893–1955), deutscher Politiker (KPD) und Kommandeur in der Résistance

### P
- Paul Kühne (Journalist) (?–1969), deutscher Journalist und Chefredakteur
- Paul Kühne (Widerstandskämpfer) (1908–?), deutscher Widerstandskämpfer
- Peter Kühne (1935–2015), deutscher Soziologe und Kaplan

### R
- Ramona Kühne (* 1980), deutsche Boxerin
- Rita Kühne (* 1947), deutsche Leichtathletin
- Robert Kühne (1868–1947), deutscher Konteradmiral der Kaiserlichen Marine
- Rolf Kühne (Architekt) (1906–nach 1974), deutscher Architekt und Denkmalpfleger
- Rolf Kühne (Sänger) (* 1932), deutscher Sänger (Bass-Bariton)
- Roy Kühne (* 1967), deutscher Politiker (CDU)
- Rudolf Kühne (1904–1979), deutscher Bankkaufmann

### S
- Simon Kühne (* 1994), liechtensteinisch-österreichischer Fußballspieler
- Stefan Kühne (* 1980), deutscher Fußballspieler

### T
- Thomas Kühne (* 1958), deutscher Historiker
- Thomas D. Kühne (* 1979), deutscher theoretischer Chemiker und Informatiker
- Tobias Kühne (Cellist) (* 1928), deutsch-österreichischer Cellist und Hochschulprofessor
- Tobias Kühne (* 1977), deutscher Ruderer
- Torsten Kühne (* 1975), deutscher Politiker (CDU) und politischer Beamter

### U
- Udo Kühne (* 1955), deutscher Mittellateinischer Philologe
- Ulrich Kühne-Hellmessen (* 1957), deutscher Sportjournalist

### V
- Valentin Kühne (1656–1707), deutscher Holzbildschnitzer
- Viktor Kühne (1857–1945), deutscher General der Artillerie
- Viktor Kühne (Direktor) (1912–2000), Schweizer Staatsbeamter

### W
- Walter Kühne (Maler) (1875–1956), deutscher Maler
- Walter Kühne (Anthroposoph) (1885–1970), deutscher Slawist, Polonist, Anthroposoph
- Walter Kühne (Ministerialbeamter) (1892–1968), deutscher Ministerialbeamter, Präsident des Bundesausgleichsamtes
- Walter Georg Kühne (1911–1991), deutscher Wirbeltier-Paläontologe
- Werner Kühne (1898–nach 1951), deutscher Unternehmer
- Wilhelm Kühne (1837–1900), deutscher Physiologe
- Willem Kühne (* 1946), niederländischer Jazzmusiker
- Wolfgang Kühne (Schauspieler, 1905) (1905–1969), deutscher Synchronsprecher und Schauspieler
- Wolfgang Kühne (Maler) (* 1952), deutscher Maler und Grafiker
- Wolfgang Kühne (Schauspieler, 1953) (1953–2008), deutscher Synchronsprecher, Schauspieler, Drehbuchautor und Regisseur
- Wolfgang Kühne (Leichtathletiktrainer) (* 1956), deutscher Leichtathletiktrainer